# Everniastrum africanum
Everniastrum africanum är en lavart som först beskrevs av Hale ex W. L. Culb. & C. F. Culb., och fick sitt nu gällande namn av Sipman. Everniastrum africanum ingår i släktet Everniastrum och familjen Parmeliaceae.   Inga underarter finns listade i Catalogue of Life.